# Marcus Grüsser
Marcus Grüsser (* 31. Juli 1966 in Berchtesgaden) ist ein deutscher Schauspieler.

## Leben
Grüsser machte mit 19 Jahren zunächst eine Stunt-Ausbildung bei PAS (Professional Action Stunt Bavaria), wo er auch eineinhalb Jahre selbst ausgebildet hat. Anschließend folgte eine dreieinhalbjährige Schauspielausbildung im Zinner Studio München sowie ein halbes Jahr am Lee Strasberg Institut in Los Angeles. Seit Anfang der 1990er-Jahre übernimmt er regelmäßig Rollen in deutschen Fernsehproduktionen.
Im Juli 2010 heiratete er die Schauspielerin Jessica Boehrs, im März 2015 wurde die Trennung des Paares bekannt. Im Jahr 2019 wurde die Ehe geschieden.

## Filmografie (Auswahl)
- 1991–1994: Derrick (Fernsehserie, drei Folgen)
- 1993–1997: Wildbach (Fernsehserie, Serienrolle)
- 1994: Der Komödienstadel: Die goldene Gans (Fernsehreihe)
- 1995: Marienhof (Fernsehserie)
- 1996: Forsthaus Falkenau – Flug ins Ungewisse (Fernsehserie, eine Folge)
- 1996: Der Komödienstadel: Minister gesucht (Fernsehreihe)
- 1998–2006: SOKO 5113 (Fernsehserie, 10 Folgen)
- 2000–2001: Hinter Gittern – Der Frauenknast (Fernsehserie, Serienrolle)
- 2003: Medicopter 117 – Jedes Leben zählt – Bodyguard (Fernsehserie, eine Folge)
- 2003: Alarm für Cobra 11 – Die Autobahnpolizei (Fernsehserie, 2 Folgen)
- 2003: Rosamunde Pilcher – Wege der Liebe (Fernsehreihe)
- 2004: Die Rosenheim-Cops – Nur die Kuh war Zeuge (Fernsehserie, eine Folge)
- 2005: Das Traumschiff – Vancouver (Fernsehreihe)
- 2005: Der Ruf der Berge (Fernsehfilm)
- 2006: In aller Freundschaft – Mein fremder Mann (Fernsehserie, eine Folge)
- 2006: Eine Liebe am Gardasee (Fernsehserie, Serienrolle)
- 2007: Inga Lindström – Emma Svensson und die Liebe (Fernsehreihe)
- 2007: Der Alte (Fernsehserie, Folge Tag der Rache)
- 2007: Im Tal der wilden Rosen – Im Herzen der Wahrheit (Fernsehreihe)
- 2008–2009: Hallo Robbie! (Fernsehserie, Serienrolle)
- 2010: Rosamunde Pilcher – Flügel der Liebe (Fernsehreihe)
- 2010–2017: Kreuzfahrt ins Glück (Fernsehreihe)
- 2014: Inga Lindström – Der Traum vom Siljansee (Fernsehreihe)
- 2016: Dolores
- 2017: SOKO München – Heiliger St. Martin (Fernsehserie, eine Folge)
- 2018: Gefangen – Der Fall K. (Fernsehfilm)
- 2019: Die Uhr schlägt eins (Kurzfilm)
- 2019: Notruf Hafenkante – Versuchung (Fernsehserie, eine Folge)
- seit 2019: Zimmer mit Stall  (Fernsehreihe)
- 2020: Die Rosenheim-Cops – Ihr erster Fall (Fernsehserie, eine Folge)
- 2020: SOKO Köln – Tango/Enthüllung (Fernsehserie, Doppelfolge)
- 2020: SOKO München – Mordsbaum (Fernsehserie, eine Folge)
- 2021: Die wahre Schönheit
- seit 2021: Sisi (Fernsehserie)